# Hyllus pupillatus
Hyllus pupillatus är en spindelart som först beskrevs av Fabricius 1793.  Hyllus pupillatus ingår i släktet Hyllus och familjen hoppspindlar. Inga underarter finns listade i Catalogue of Life.